# Lake Elsinore
Lake Elsinore es una ciudad ubicada en el condado de Riverside en el estado estadounidense de California. Fundada en 1888, se encuentra a orillas del Lago Elsinore. En el año 2009 tenía una población de 50 267 habitantes y una densidad poblacional de 330,4 personas por km².

## Geografía
Lake Elsinore se encuentra ubicada en las coordenadas 33°40′N 117°19′O / 33.667, -117.317. Según la Oficina del Censo, la ciudad tiene un área total de 100,4 km² (38,8 mi²), de la cual 87,6 km² (33,8 mi²) es tierra y 12,9 km² (5 mi²) (2.82%) es agua.

## Demografía
Según la Oficina del Censo en 2000 los ingresos medios por hogar en la localidad eran de $56,440, y los ingresos medios por familia eran $64,073.